# Europska Formula 2 – sezona 1972.
| Europska Formula 2 1972. | Europska Formula 2 1972.              |
| ------------------------ | ------------------------------------- |
| Prvak                    | Mike Hailwood (Surtees-Ford Cosworth) |
| Prethodna sezona         | Sljedeća sezona                       |
| 1971.                    | 1973.                                 |
| Formula 1 – sezona 1972. |                                       |

Europska Formula 2 - sezona 1972. je bila 6. sezona Europske Formule 2. Naslov prvaka osvojio je Mike Hailwood u bolidu Surtees-Ford Cosworth za momčad Team Surtees.

## Poredak
| Mjesto | Vozač                 | Bodovi |
| ------ | --------------------- | ------ |
| 1.     | Mike Hailwood         | 55     |
| 2.     | Jean-Pierre Jaussaud  | 37     |
| 3.     | Patrick Depailler     | 27     |
| 4.     | Carlos Reutemann      | 26     |
| 5.     | Niki Lauda            | 25     |
| 6.     | Dave Morgan           | 23     |
| 7.     | Bob Wollek            | 21     |
| 8.     | Jody Scheckter        | 15     |
| 9.     | Mike Beuttler         | 12     |
| 10.    | Peter Gethin          | 12     |
| 11.    | Carlos Ruesch         | 11     |
| 12.    | Wilson Fittipaldi     | 10     |
| 13.    | Xavier Perrot         | 8      |
| 14.    | Jean-Pierre Jabouille | 7      |
| 15.    | Patrick Dal Bo        | 6      |
| 16.    | Carlos Pace           | 6      |
| 17.    | Tom Belsø             | 5      |
| 18.    | James Hunt            | 5      |
| 19.    | Claudio Francisci     | 4      |
| 20.    | David Purley          | 4      |
| 21.    | Andrea de Adamich     | 4      |
| 22.    | John Watson           | 4      |
| 23.    | Tino Brambilla        | 4      |
| 24.    | Vic Elford            | 3      |
| 25.    | Brett Lunger          | 3      |
| 26.    | Hiroshi Kazato        | 3      |
| 27.    | José Dolhem           | 2      |
| 28.    | John Wingfield        | 1      |
| 29.    | Jochen Mass           | 1      |
| Mjesto | Vozač                 | Bodovi |